# Chew Stoke
Chew Stoke is een civil parish in het bestuurlijke gebied Bath and North East Somerset, in het Engelse graafschap Somerset met 991 inwoners.

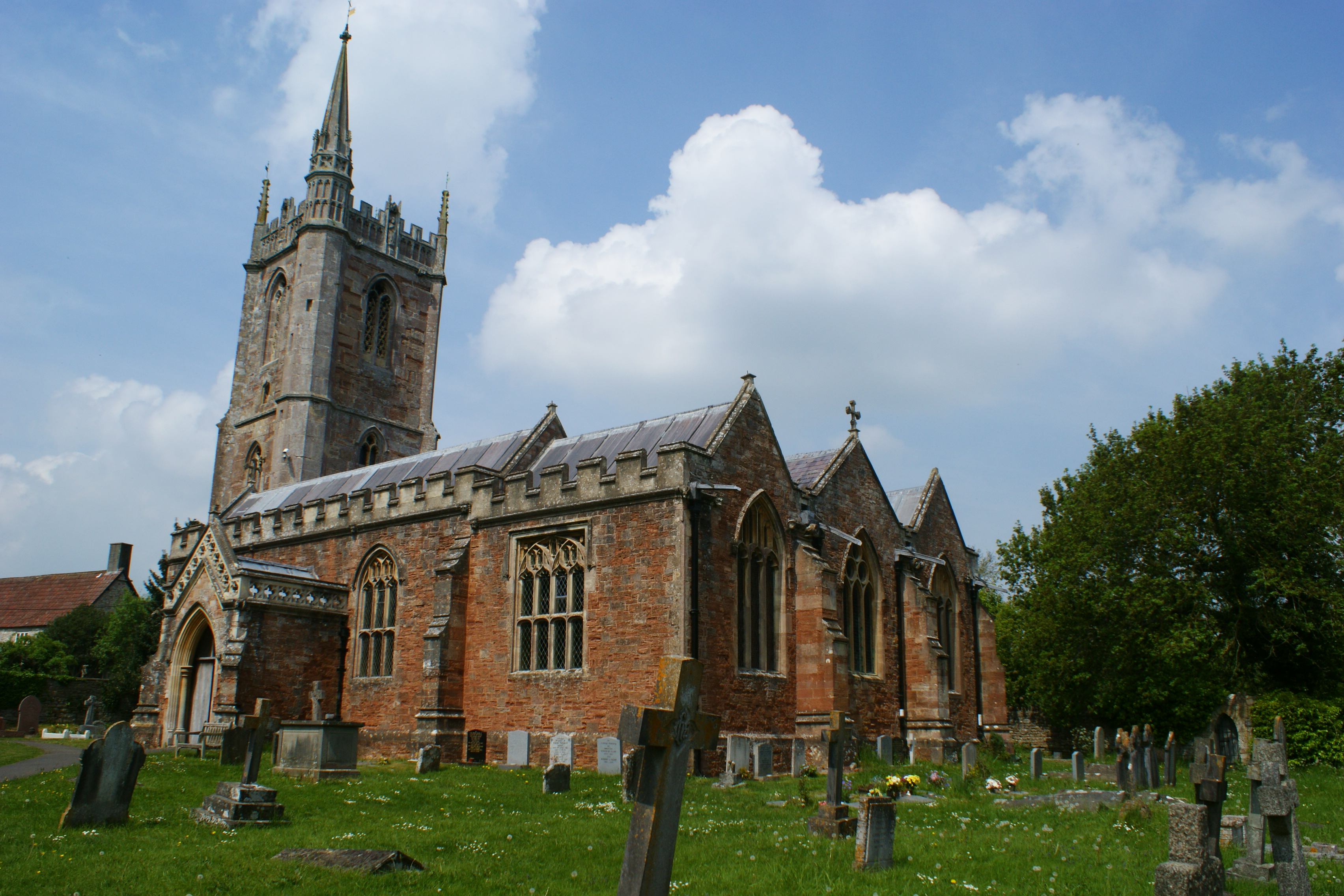
Kerk St. Andrew